# 公的年金制度の財政基盤及び最低保障機能の強化等のための国民年金法等の一部を改正する法律
公的年金制度の財政基盤及び最低保障機能の強化等のための国民年金法等の一部を改正する法律（こうてきねんきんせいどのざいせいきばんおよびさいていほしょうきのうのきょうかとうのためのこくみんねんきんほうとうのいちぶをかいせいするほうりつ、平成24年法律第62号）は、国民年金に関する日本の法律である。通称は年金機能強化法（ねんきんきのうきょうかほう）。